# 宋琰

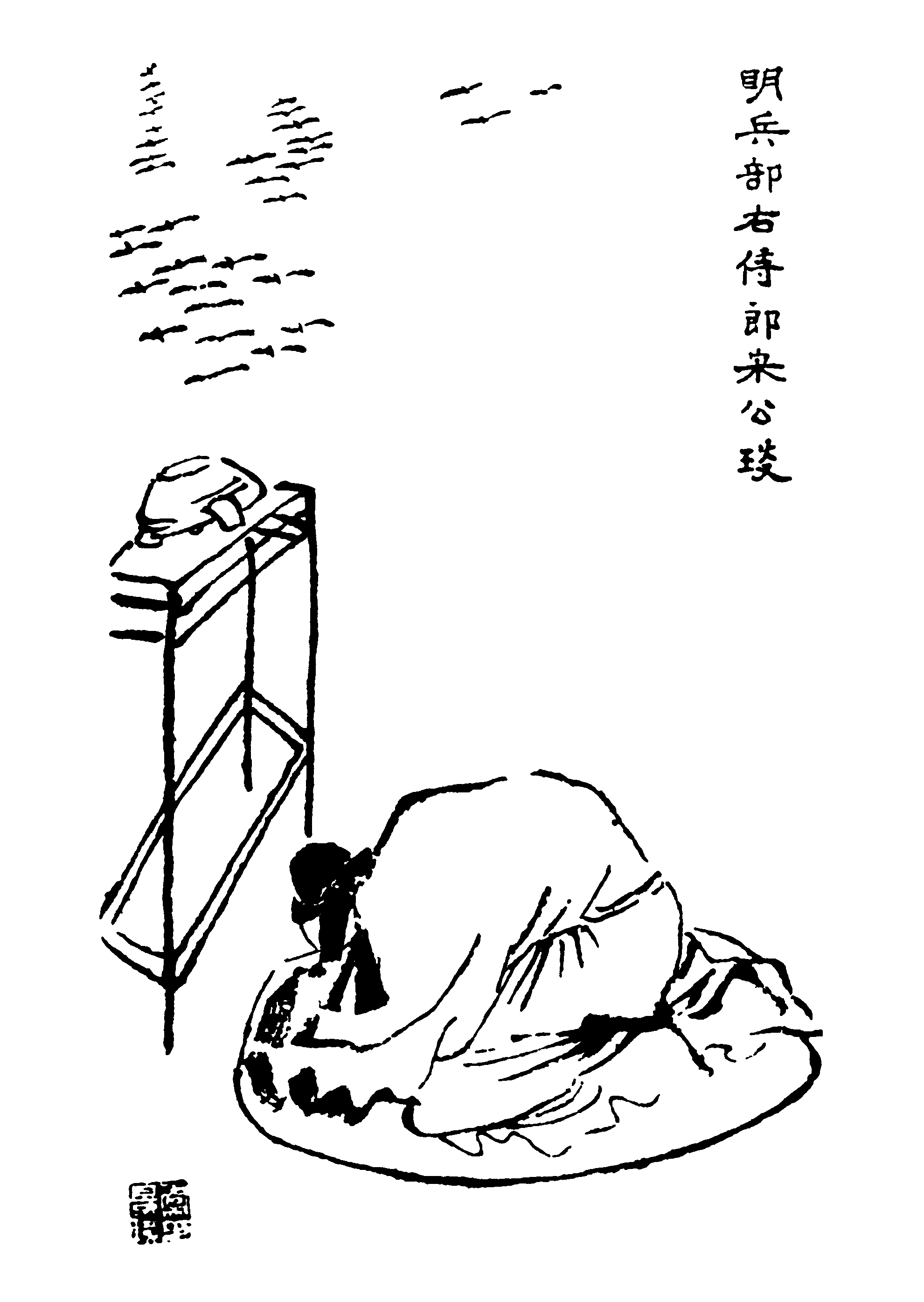
明兵部右侍郎宋公琰（清代畫家虞琴所繪，出自《四明人鑑》）

宋琰 （？—1457年）。字廷玉，号拙庵，浙江奉化人，明朝学者、政治人物。

## 生平
明永乐十三年（1415年年），考中进士，改翰林院庶吉士，后授中书舍人。随太子朱高炽监国南京。洪熙元年，1425年年入内廷史馆，参与编纂宋太宗、宋仁宗两朝之实录。正统年间，任吏部考功主事，入值内府。1444年，迁任河南右参政。
1449年，发生土木堡之变，瓦剌首领也先帅大军挟明英宗进逼京师，于谦督军进行京師保衛戰，宋琰随于谦参预军机，多有献策。景泰四年（1453年），任太仆寺卿，旋任兵部右侍郎。1457年正月，赴南京赴任。至南京后，逾3月，于天顺元年（1457年）秋七月乙丑因病逝世。赐葬奉化曰岭东麓。

## 著作
- 参修《性理大全》
- 参修《三朝实录》[2]
- 《拙庵学言稿》，15卷[1]。